# Vigoux
Vigoux é uma comuna francesa na região administrativa do Centro, no departamento Indre. Estende-se por uma área de 36,27 km². Em 2010 a comuna tinha 467 habitantes (densidade: 12,9 hab./km²).